# Cratere Willard
Willard  è un cratere sulla superficie di Venere. Deve il proprio nome all'educatrice statunitense Emma Willard (1787-1870).